# 大阪LOVER
「大阪LOVER」（おおさかラヴァー）は、DREAMS COME TRUEの38枚目のシングル。2007年3月7日にNAYUTAWAVE RECORDSよりリリース。

## 概要
- 前作「もしも雪なら／今日だけは」以来4ヶ月ぶりのシングル。
- アルバム『AND I LOVE YOU』には「大阪LOVER -ALBUM EDITION-」として別バージョンで収録されている。
- カップリング曲はアルバム『LOVE OVERFLOWS -ASIAN EDITION-』収録曲「THE FIRST DAY WITHOUT YOU」の日本語バージョン。
- オリコン週間シングルチャートでは7位にとどまったが、DREAMS COME TRUEの人気投票では必ず上位に入る人気曲。DREAMS COME TRUE WONDERLAND 2015の際の人気投票では、「何度でも」、「うれしい! たのしい! 大好き!」に続き3位にランクインした。

## 収録曲
全曲 編曲：中村正人 / Vocal Arrangement：吉田美和
1. 大阪LOVER
（作詞・作曲：吉田美和）
  - 歌詞は遠距離恋愛をする女性を主人公としている。またタイトル通り、歌詞には大阪弁が使われている。ただし、歌詞からも分かる通り主人公は大阪の出身ではないので、不自然な大阪弁の箇所もある。
  - 大阪の地理をある程度知っている者なら、違和感を覚える歌詞部分があるとの指摘があった。例えば、御堂筋が1車線しか動かないことは、ほとんどないという指摘があったが、この指摘は間違いである。これについて、2010年に行われたラジオ番組の公開収録も兼ねたファンクラブイベントで、吉田美和に情報提供した大阪生まれのスタッフを呼んで解説しており、新御堂筋から御堂筋に降りたところ、新地あたりのタクシー待ちの風景を描写しているとのことで、その模様はラジオ番組『夜は庭いじり』でも放送された。また、23時～24時に御堂筋の心斎橋～難波間を車で走ってみると、ほぼ毎日、車はほとんど動かなくなる。少なくともこの歌が発表された2007年前後で設定が金曜日なら、上記区間で1車線しか動かないのは事実である。特に歌詞の内容から見て、登場人物がその区間を走っていると考えるのが自然である。
  - ユニバーサル・スタジオ・ジャパンのアトラクション「ハリウッド・ドリーム・ザ・ライド」のために書き下ろされた曲。作曲をした吉田美和は、このような4つ打ちのメロディーは難しかったが、アトラクションで聴きながら誰でも楽しめるようにと思い作ったとのこと。
  - ハリウッド・ドリーム・ザ・ライドでは原曲とは異なった「大阪LOVER 〜special edition for USJ〜」を聴くことができたが、2011年12月31日を以て終了した。2017年6月25日から期間限定で復活。曲のアレンジは一緒で歌詞の一部が異なる。
  - DREAMS COME TRUE WONDERLAND 2007では、札幌、名古屋、福岡バージョン（例：福岡LOVER等）を披露。その後のツアーでもこの3箇所のみそのバージョンで歌われた。
  - 本作発売から10年後の2017年には、本作の位置づけとして続編ソング『あなたと同じ空の下』が配信としてリリースされた。
  - ミュージックビデオが作られた（「AND I LOVE YOU」の初回盤DVDに収録）。
2. THE FIRST DAY WITHOUT YOU -JAPANESE VERSION-
（作詞：吉田美和, Jeff Coplan / 日本語詞：吉田美和 / 作曲：吉田美和, Jeff Coplan, 中村正人）
  - ドラマ『CSI:NY(シーズン1)』エンディングテーマ（AXN放映版のみ）
  - THE LOVE ROCKS ツアー中に制作され、そのMCでは「次に来た時までには歌えるようになっておくから」と公言しているが、2009年現在ライブでは披露されていない。

## クレジット
大阪LOVER
- DREAMS COME TRUE
  - 吉田美和：Vocal, Backing Vocal
  - 中村正人：Synth. Bass, All Instruments Performance by MIDI System (Pianos, Strings, Pipe, Mallet, Synthesizers, Drums, Percussions)
- 武藤良明：Electric Guitar
- MITSUO KURANO：大阪弁Supervisor

THE FIRST DAY WITHOUT YOU -JAPANESE VERSION-
- DREAMS COME TRUE
  - 吉田美和：Vocal, Backing Vocal
  - 中村正人：Electric Bass, All Instruments Performance by MIDI System (Additional Drums, Percussions)
- Doug Petty：Rhodes, Acoustic Piano, Synthesizers
- Dan Petty：Electric Guitar
- Adam Rogers：Acoustic Guitar, Electric Guitar
- Nir Z.：Drums
- Bashiri Johnson：Percussions

- Recorded by 岡村弦 (at STARCHILD Studio, TOKYO), Ed Tuton (at Electric Lady Studio, NY)
- Mixed by Ed Tuton (at Sony Music Studios, NY)
- Mastered by Vlado Meller (at Sony Music Studios, NY)
- Assistant Engineered by Dan Tobiason (at Sony Music Studios, NY)

## 収録アルバム
- AND I LOVE YOU (#1、ALBUM EDITION)
- DREAMS COME TRUE GREATEST HITS "THE SOUL 2" (#1)
- DREAMS COME TRUE THE BEST! 私のドリカム (#1)
- LOVE OVERFLOWS -ASIAN EDITION- (#2、オリジナルの英語バージョン)

## 主なカヴァー
- 茉奈 佳奈（2009年、アルバム『ふたりうた2』）
- 沼倉愛美、原由実、浅倉杏美（2012年、アルバム『THE IDOLM@STER STATION!!! Nouvelle Vague』）
- SCANDAL（2014年、アルバム『私とドリカム -DREAMS COME TRUE 25th ANNIVERSARY BEST COVERS-』）
- Da-iCE（2017年、アルバム『The best covers of DREAMS COME TRUE ドリウタVol.1』）
- 高木さん（高橋李依）（2022年、スマートフォンゲーム『からかい上手の高木さん キュンキュンレコーズ』）

## タイアップ
- ごぶごぶ（毎日放送）- エンディングテーマ